# Gilson Bernini
Gilson Bernini de Souza (nome artístico Gilson Bernini; Rio de Janeiro, 10 de abril de 1962) é um compositor brasileiro, cujo estilo incorpora o samba.

## Premiações
Estandarte de Ouro
1. 2000 - Melhor Samba-Enredo (Mangueira - "Dom Obá II - Rei dos Esfarrapados, Príncipe do Povo")
2. 2009 - Melhor Samba-Enredo ("A Mangueira Traz os Brasis do Brasil Mostrando a Formação do Povo Brasileiro" - Mangueira) [2]

Estrela do Carnaval
1. 2009 - Melhor Samba-Enredo ("A Mangueira Traz os Brasis do Brasil Mostrando a Formação do Povo Brasileiro" - Mangueira) [3]

Tamborim de Ouro
1. 2000 - Melhor Samba-Enredo (Mangueira - "Dom Obá II - Rei dos Esfarrapados, Príncipe do Povo") [4]